# 劉揚偉
劉揚偉（英語：Young Liu，1956年—），中華民國專業經理人，現任鴻海科技集團董事長、夏普第11任會長。

## 生平
劉揚偉畢業自國立陽明交通大學電子物理系67級，並於1986年從南加州大学取得電子工程與電腦碩士學位。2023年獲陽明交大頒發名譽博士學位。
1988年在美國自創主機板品牌Young Micro Systems，1994年併入鴻海公司。1995年，在美國矽谷創立IC設計公司ITE Tech，以個人電腦晶片為主要產品，於1997年以ADSL晶片產品創立ITeX，該公司於2001年在NASDAQ上市。
2007年，獲得鴻海創辦人郭台銘延攬加入鴻海，擔任郭的特別助理，2010年接任鴻海B次集團（IDSBG）總經理，2016年被選為夏普株式會社董事，同年10月成立鴻海S次半導體次集團（ISSBG）並擔任總經理。於2019年經鴻海董事會通過，接任鴻海董事長。上任後，提出Foxconn 3.0等策略，以三大核心技術（AI、半導體、新世代通訊）與三大未來產業（電動車、數位健康、機器人），簡稱「3 + 3」，作為發展策略主軸，目標是提升毛利率到10%以上，並從勞力密集進入到腦力密集產業。